# Türme

Turm zu Babylon von Pieter Bruegel

Türme ist ein Sachbuch des Kinderbuchautors Paul Maar über turmähnliche Bauten aus allen Epochen der Menschheitsgeschichte aus dem Jahr 1987.

## Inhalt

### Dieses Buch erzählt von
Einleitend macht Paul Maar das subjektive Auswahlprinzip seines Sachbuchs klar, indem er schreibt:
„Dieses Buch erzählt von alten, neuen, hohen und schiefen Türmen. Von äußerst merkwürdigen und ganz gewöhnlichen. Von in- und ausländischen; von Türmen aus Stein, aus Holz, Lehm, Porzellan, Eisen und Eis.“

### Was ein Turm alles sein kann
Am Anfang stellt Maar Beispiele von fotografierten Türmen vor, die aufzeigen, wie vielfältig das Thema Turm ist:

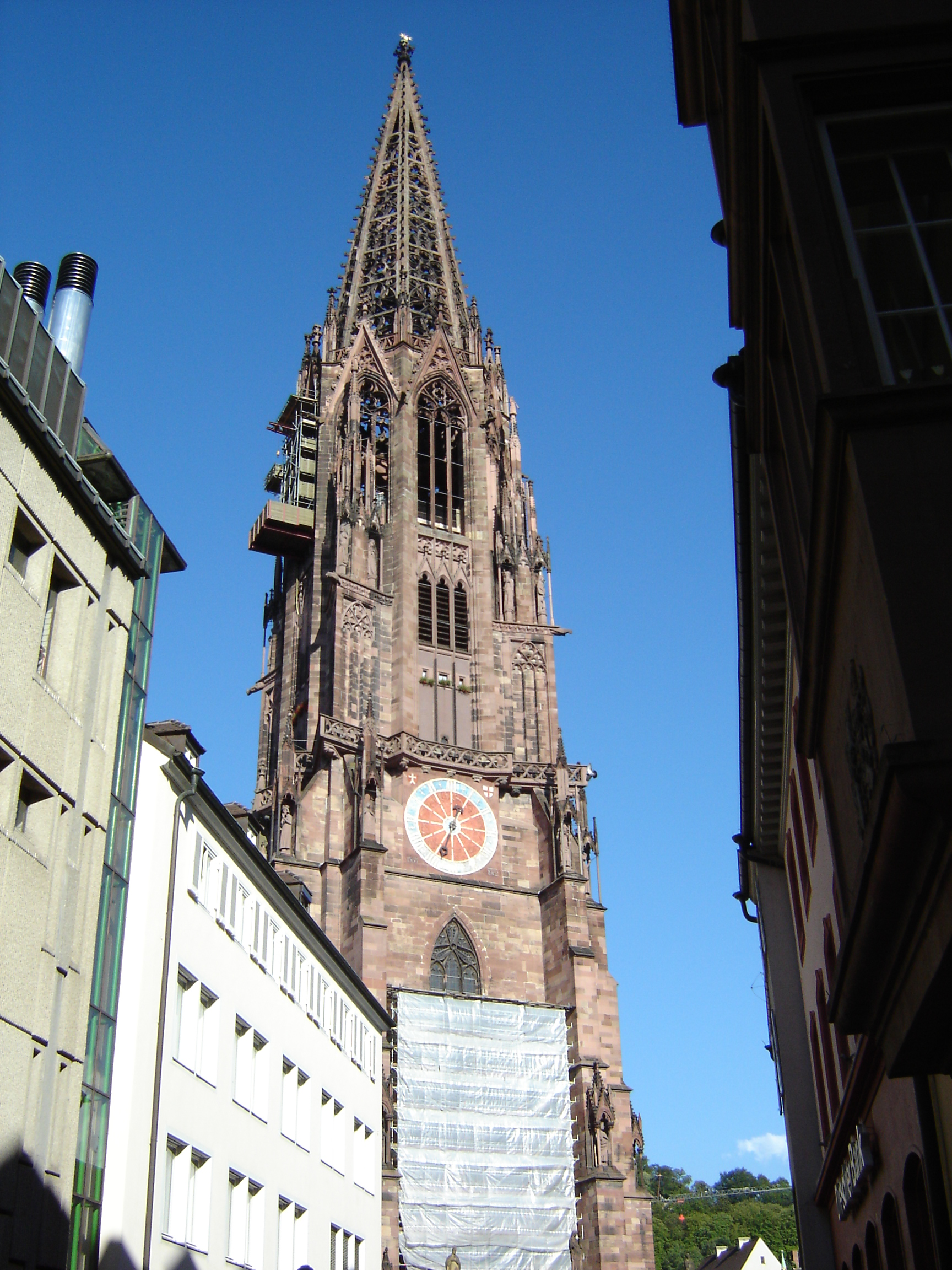
Kirchturm
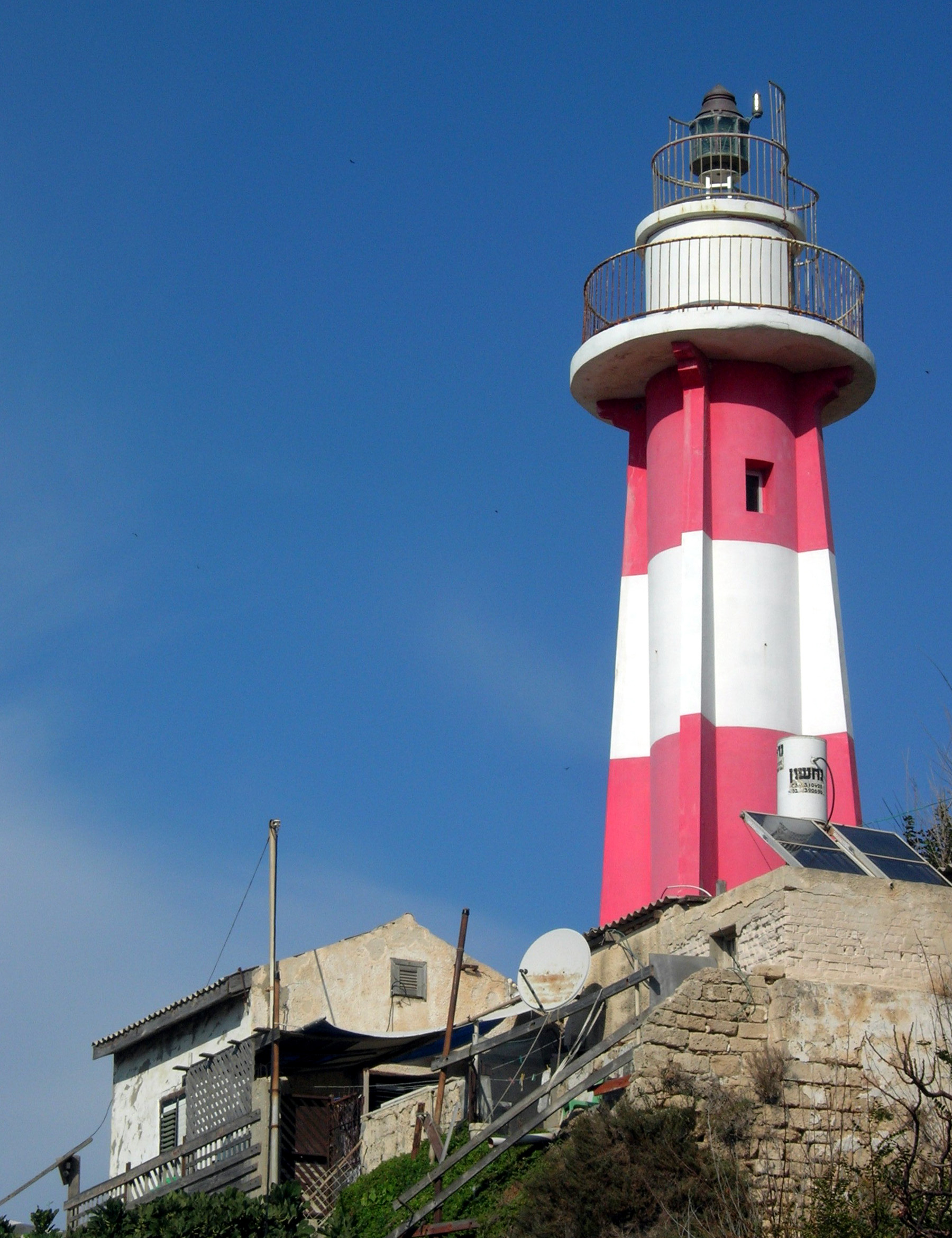
Leuchtturm
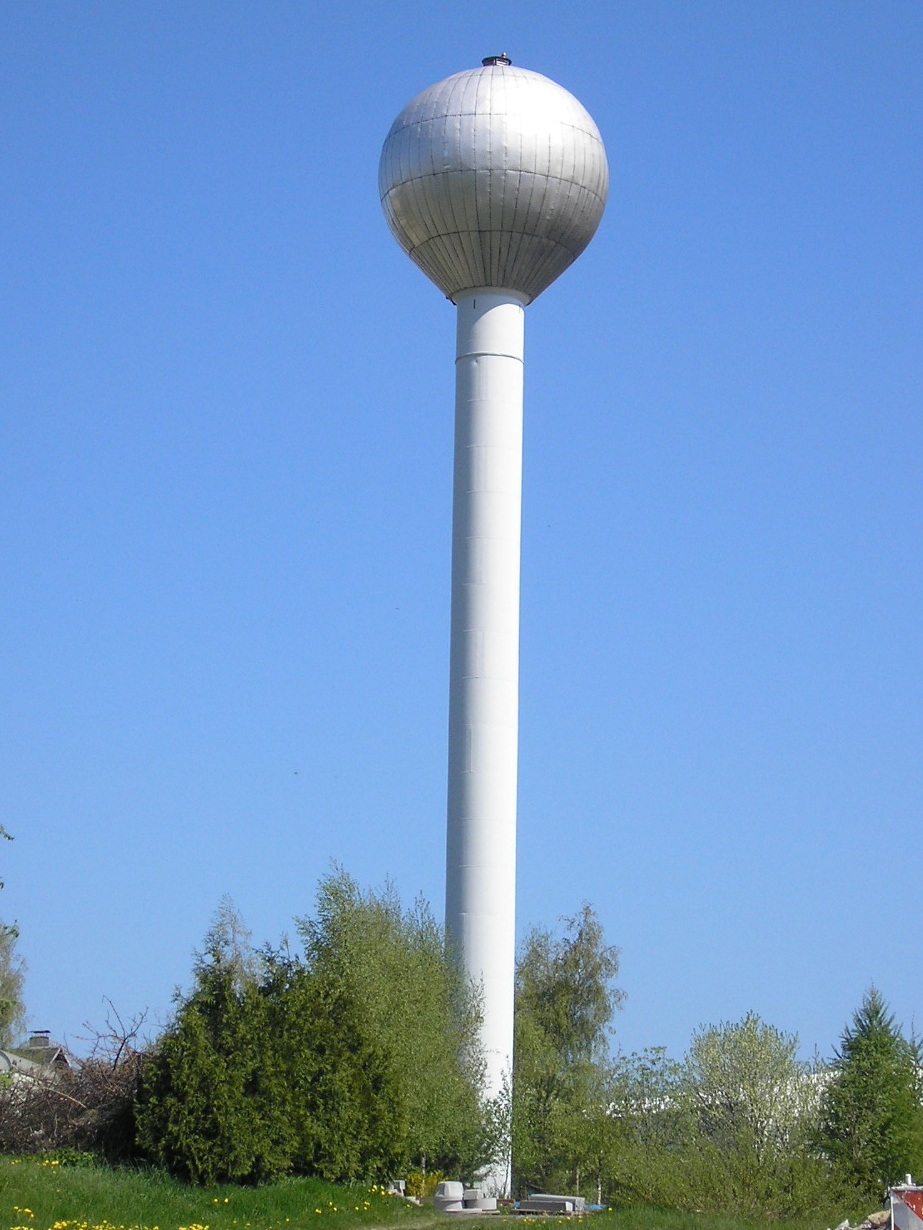
Wasserturm
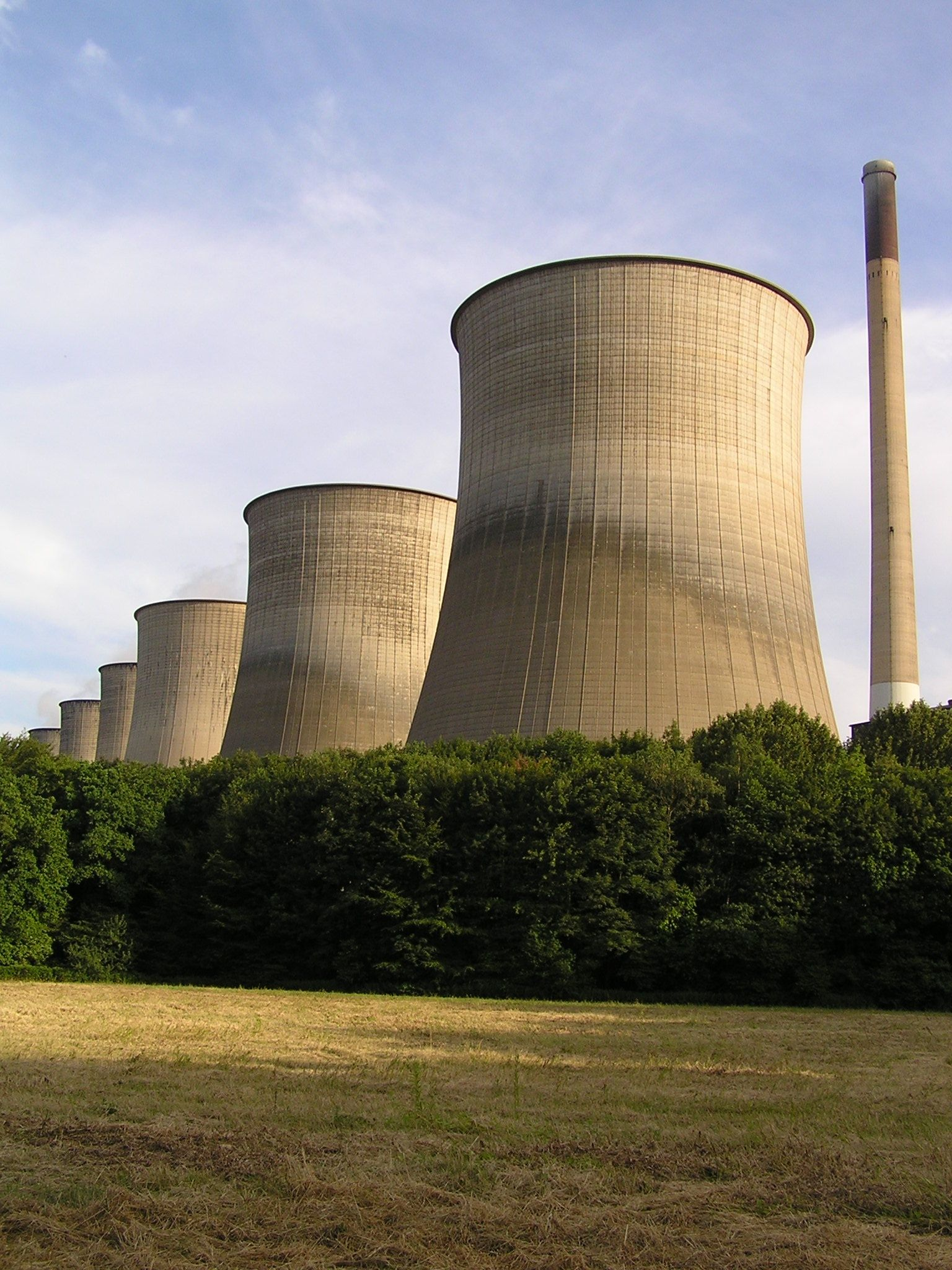
Kühlturm

### Die ersten Türme

#### Oben und unten
Philosophen sprächen den Menschen sogar einen »Höhentrieb« zu, denn »Oben« wird immer als erstrebenswerter als »Unten« empfunden.

#### Massive und hohle Türme

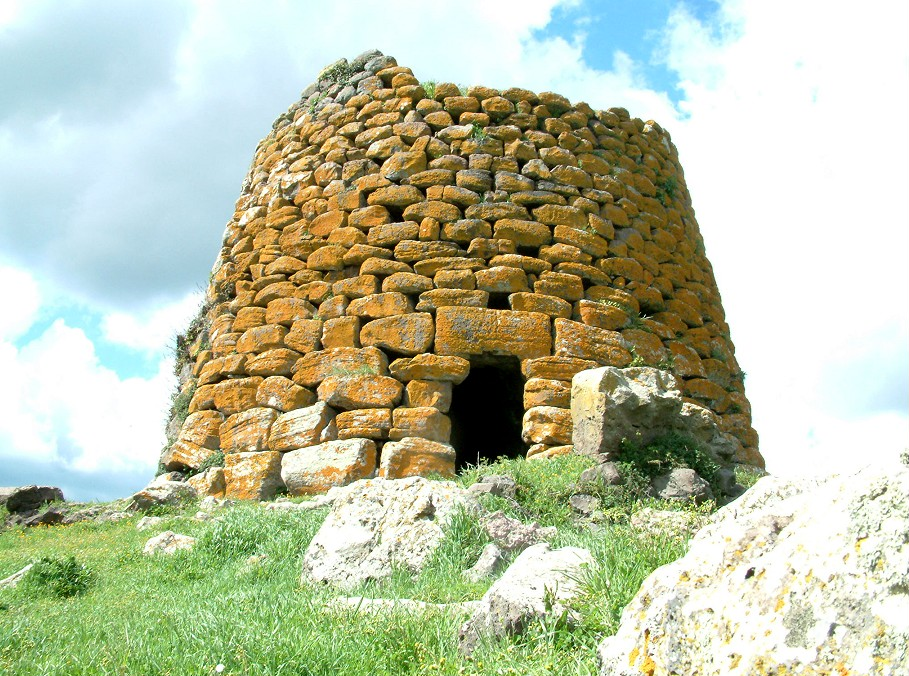
Nurage

Die ersten Türme waren, laut Maar, künstliche Fluchthügel in der Savanne, die vor wilden Tieren schützten. Aber bald ging die Hauptgefahr nicht mehr von Tieren, sondern von anderen Menschen aus und damit wurden die außen besteigbaren Lehmtürme zwecklos. So wurde der hohle, von innen besteigbare Turm erfunden.
Als älteste Stadt der Welt gilt Jericho und hier fand man die Überreste eines steinernen Rundturms mit einem Durchmesser von 8,5 Metern. Bemerkenswert an diesem Fluchtturm ist, dass er bereits in der Steinzeit erbaut wurde und die Steine noch mit Steinstößeln bearbeitet werden mussten.
Ebenfalls aus der Steinzeit stammten die Nuragen auf Sardinien und Sizilien, runde, kegelförmige Türme, die innen durch eine Leiter oder Wendeltreppe besteigbar waren. Sie sind aus großen Steinblöcken gebaut und oben durch ein Gewölbe abgeschlossen.
Interessant ist die Etymologie des Wortes »Nurage«. Das Wort ist zu übersetzen mit »hohler Turm« und weist also darauf hin, dass es wohl andere Türme gegeben haben muss, die nur von außen bestiegen werden konnten.

#### Ägyptische Türme – Wie die Entwicklung weiterging
Die Hieroglyphen mit der Bedeutung „Burg“ stellt einen Turm dar. Sie hat sich zwar im Lauf der Jahrhunderte gewandelt, der Turm bleibt trotzdem immer zu erkennen. Es ist ein Rundbau, der nach oben schmaler wird und der von einem weit überstehenden, balkonähnlichen Wehrgang bekrönt wird. Der Eingang liegt ganz oben. Nähert sich ein Feind, zieht man die Leiter einfach nach oben und schließt die Tür.

#### Bericht über eine erfolgreiche Turmverteidigung
Im Alten Testament, Buch der Richter, wird von einer erfolgreichen Turmverteidigung erzählt:
„Abimelech aber zog gegen die Stadt Thebez und belagerte sie und gewann sie.“
Es war aber ein starker Turm mitten in der Stadt. Auf den flohen alle Männer und Frauen und alle Bürger der Stadt und schlossen hinter sich zu und gingen auf das Dach des Turmes.
Da kam Abimelech zum Turm und stritt dawider und nahte sich der Tür des Turmes, daß er ihn mit Feuer verbrenne.
Aber ein Weib warf ein Stück von einem Mühlstein Abimelech auf den Kopf und zerbrach ihm den Schädel.
Da rief Abimelech den Knaben, der seine Waffen trug, und sprach zu ihm: „Zieh dein Schwert aus und töte mich, daß man nicht von mir sage: Ein Weib hat ihn getötet.“

#### Der Turm wird zum Sinnbild
Je höher und sicherer die Türme wurden, desto mehr wurde daraus ein symbolisches Bauwerk. Sie waren nun nicht mehr Fluchttürme für jedermann; nun gehören sie dem König.
Man war auf die Gnade des Königs angewiesen, darauf, daß er einem bei Gefahr Zuflucht in seinem sicheren Turm gewährte und zahlte dafür Tribut.
So wurde der Turm zum Sinnbild für die Macht des Herrschers. Je größer ein Turm war, desto mächtiger musste sein Besitzer sein.

### Türme mit seltsamen Namen (1)

#### Butterturm und Buttermilchturm

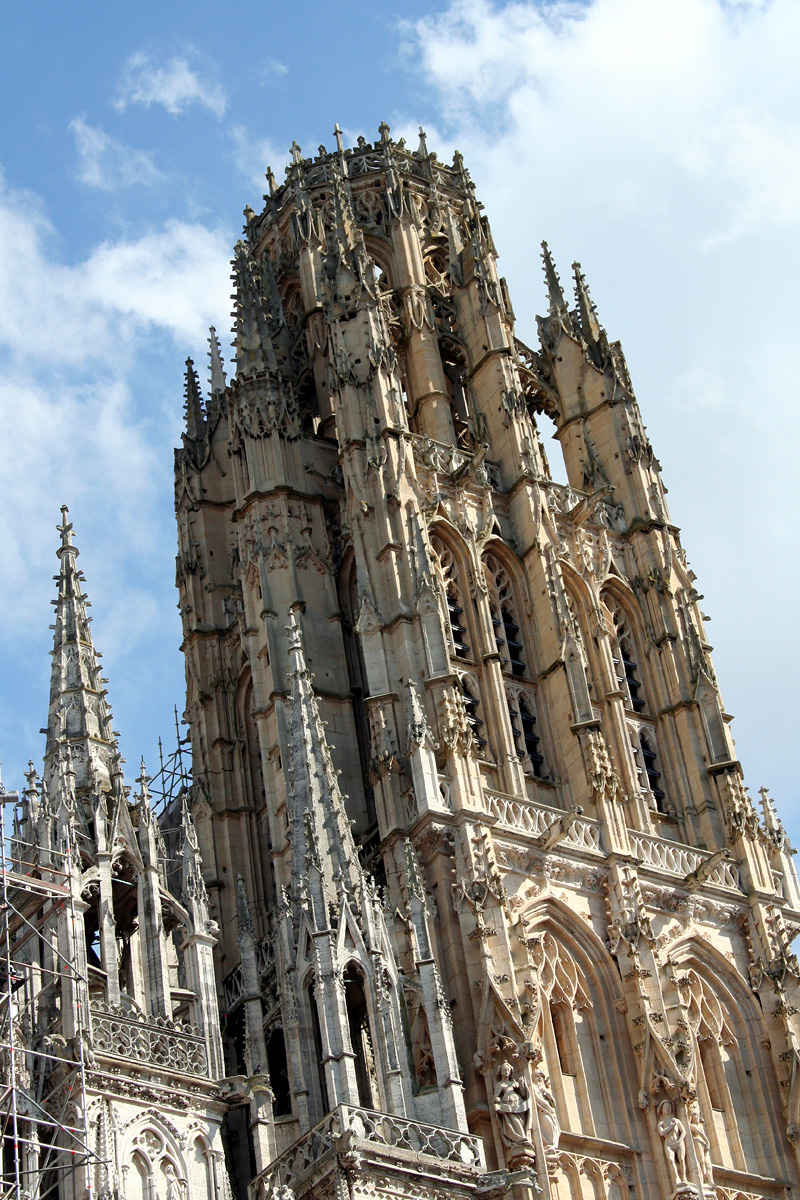
Butterturm der Kathedrale von Rouen

Der Butterturm der Kathedrale von Rouen verdankt seinen Namen einer Tradition: Zur Fastenzeit war im Allgemeinen der Genuss von Butter und anderen Milchprodukten verboten. Durch die vorübergehende Aufhebung dieses Verbots konnte mit den aus dem Butterverkauf erzielten Einnahmen der Bau des Glockenturms finanziert werden.
Der Buttermilchturm in der ehemals ostpreußischen Stadt Marienburg (Malbork) wurde als Sühne für einen Frevel mit Buttermilch gebaut. Im »Großen Universal-Lexikon« von Johann Heinrich Zedler steht dazu:

„Marienburg ist eine polnische Stadt mit einem festen Schloß, in dem polnischen Preußen gelegen. Es stehet ein Turm in der Stadt, welchen die sehr reichen und übermütigen Bauern von Groß-Lichtenau zur Strafe haben bauen müssen. Weil sie nämlich eine alte Sau in ein Bett geleget und den Pfarrer des Orts dazu gerufen haben, daß er dem Patienten die Letzte Ölung geben sollte.“

Als der Bischof davon hörte, mussten die Bauern einen Turm bauen und dabei den Kalk nicht mit Wasser, sondern mit Buttermilch mischen.
Der Buttermilchturm der Totenkirche in Treysa führt seinen Namen nach einer Sage: Im Laufe einer Belagerung überlisteten die Treysaer ihre Feinde. Der Turm wurde weiß gestrichen, und die Stadtknechte riefen den Belagerern zu, es seien noch so große Vorräte an Nahrung innerhalb der Stadtmauern, dass man die Kirche mit Buttermilch geweißt habe. Die Feinde zogen daraufhin resigniert ab. Die Sage hat einen wahren Kern. Tatsächlich wurde früher Kaseinweiß auf Milchbasis als Farbe eingesetzt, und Quark und Buttermilch wurden verwendet, um Leim und Mörtel größere Festigkeit zu verleihen. Im Rahmen der Sanierung der Kirche wurden Rechnungen gefunden, die belegen, dass die Kirchengemeinde zur Zeit der Sage im Dreißigjährigen Krieg Milch zur Herstellung von Kaseinfarbe eingekauft hat.

#### Der betrogene Teufel
Ein junger Baumeister in Rouen, bekam den Auftrag, den Turm an der Kathedrale zu bauen. Weil der junge Mann aber bald erkennen musste, dass sein Können nicht ausreichte, rief er den Teufel um Beistand an. Der Teufel war bereit, zu helfen, forderte allerdings die Seele des Baumeisters. Nach einem Jahr war der Bau fertig. Der Baumeister sagte zum Teufel: „Wenn es dir gelingt, die Wendeltreppe vom Fuß des Turmes bis zur Spitze hochzurennen, während die Turmuhr Mitternacht schlägt, darfst du mich packen und vom Turm stürzen.“ Der Baumeister beschmiert die oberen Treppenstufen dick mit Butter, der Teufel rutschte aus, fiel die halbe Treppe hinunter und kam zu spät oben an. Damit war die Seele des Baumeisters gerettet.

#### Der älteste bekannte Turmbesucher
Eine Inschrift im Turm der Münchner Frauenkirche berichtet, dass im Jahr 1819 der 114 Jahre alte Berchtesgadener Anton Adner den Turm allein und ohne Hilfe zu seinem Vergnügen bestiegen habe.

#### Tortentürme
1985 meldete die Presse, dass man zur Feier des 93. Geburtstages von Luis Trenker einen Tortenturm mit der Höhe von 16,5 Metern gebacken hatte. Doch bereits 1987 war dieser Rekord schon wieder überholt als bei der Eröffnung der Hamburger Konditoreimesse ein 17,5 Meter hoher Tortenturm gezeigt wurde.

### Der Turm zu Babel
Der Turm zu Babel ist der bekannteste Turm der Welt, allerdings nicht als Bauwerk, sondern als Symbol für die Überheblichkeit des Menschen.

#### Der Ursprung der Turm-Fabel
Die Geschichte geht auf die indische Weda zurück, in der erzählt wird, dass die Menschen einen Baum pflanzten und ihn begossen, bis er an den Himmel reichte, um in den Himmel eindringen zu können. Daraufhin haben die zornigen Götter die Menschen über die ganze Welt zerstreut. Siebenhundert Jahre später wird diese Geschichte in das Zweistromland vorgedrungen sein. Nur wurde aus dem Baum ein Turm.

#### Die Sumerer und ihre Tempeltürme
Die Sumerer gründeten Städte, in deren Mitte sie Hügel aus Erde aufschütteten. Der Grund dafür könnte gewesen sein, dass die Hügel bei Überschwemmungen aus dem Wasser ragten und als Zufluchtsort dienten. Diese Terrassen wurden immer höher und ergaben einen stufenförmigen Tempelturm, Zikkurat, dessen oberste Stufe den Tempel trug.

#### Wirkung und Nachwirkung
Für Reisende, die mit einem Boot oder mit einer Kamelkarawane nach Babylon kamen, muss es ein imposanter Anblick gewesen sein, wenn sie sich aus dem flachen Land der Stadt näherten. Der Turm war kilometerweit zu sehen und ragte blendend im Sonnenlicht. Die obersten Stockwerke waren mit glasierten Keramikkacheln verkleidet. Darüber strahlte der Tempel, dessen Außenwände mit Gold überzogen waren.

#### Turm-Rekonstruktion
Zahlreiche Archäologen stellten Vermutungen an, wie der Turm genau ausgesehen hatte. Aber einiges ließ sich nicht aus den Texten ablesen. Hatte der Turm sieben Terrassen, auf denen der Tempel als achte stand, oder war dieser selbst die siebte Stufe? Zwischen 1811 und 1900 fanden Wissenschaftler die Überreste von insgesamt elf Zikkuraten. Eine deutsche Orient-Expedition unter Robert Koldewev fand 1912 endlich die Ruinen von Babylon. Man fand glasierte Kacheln, die Überreste von Pfeilern und, 60 Meter entfernt, den Ansatzpunkt, den Beginn einer 9 Meter breiten Treppe.

#### Wie man sich früher den Turm zu Babel vorstellte
Im Mittelalter wurde viel darüber gestritten, wie hoch der Turm zu Babel gewesen sei.
Im Buch Mose steht, dass die Spitze »bis in den Himmel« reichte. Da die Wolken in 1000 Meter Höhe über die Erde ziehen, und da die Wolkenschichten tausend Meter dick sein können, musste der Turm mindestens 2 Kilometer hoch gewesen sein. Andere wiederum behaupteten, die Spitze des Turmes reichte mindestens bis zum Mond und setzten sich mit dieser Ansicht durch. Vom Fuß bis zur Spitze des Turms hätte ein Arbeiter zu Fuß 105 Jahre gebraucht.
Der Jesuit Athanasius Kircher bewies im Jahr 1679, dass der Turm nicht so hoch gewesen sein konnte, denn sein Gewicht hätte die Erde aus dem Gleichgewicht gebracht, so dass sie gekippt wäre.
Ein anderer Naturforscher, Johann Jacob Scheuchzer, veröffentlichte 1731 seine so genannte »Kupferbibel« und stellt darin fest:
»Ganz zu schweigen, daß 50mal mehr Bau-Materialien und Zeug nötig gewesen wäre, als die ganze Erde hätte fassen mögen.«
Scheuchzer berechnete auch, dass von Noah und seinen drei Söhnen damals 9.094.468 Nachfahren existierten, von denen exakt 1.763.128 Personen am Turm gearbeitet hätten, und schließt daraus:
»belauft sich die Zeit auf 12 Jahre, worinnen ein so gewaltiges Gebäude zu Ende gebracht hat werden können«.
In Wirklichkeit war der Turm zu Babel lediglich 90 Meter hoch

#### Ein Turm und eine Geschichte aus Afrika
Früher redeten alle Menschen in einer Sprache. Das würden sie auch noch heute tun, wenn sie nicht so neugierig wären! Eines Tages kamen die Leute auf die Idee, zu gucken, was über den Wolken sei. Sie fragten ihren König und der ließ sich von seiner Frau den Rat geben, einen Turm zu bauen, der bis zu den Wolken reicht.
Die Leute sammelten all ihre Kornspeicher und stellten sie übereinander. Dann befahl der König dem Leichtesten seiner Leute, hinaufzuklettern und nachzusehen, was über den Wolken sei. Doch es fehlte noch ein wenig, da hatte der König eine gute Idee und sagte:
„Ihr nehmt einfach den untersten Kornspeicher weg und stellt ihn als letzten obendrauf!“
Da stürzte der Turm mit einem solchen Getöse zusammen, dass die Leute vor Schreck ihre Sprache vergaßen. Und seitdem reden die Menschen in verschiedenen Sprachen.

### Wie der Turm ins Schachspiel kam

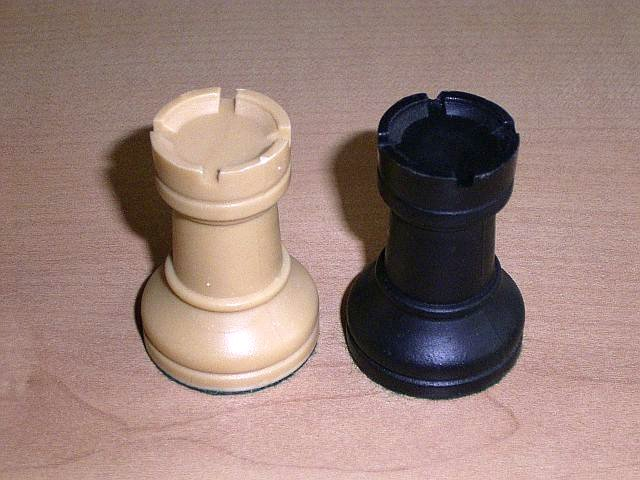
Türme

Das Kennzeichen eines Turmes ist es, dass er fest auf seinem Platz steht.
Ganz anders der Turm im Schachspiel. Hier wird er nur noch von der Dame an Beweglichkeit übertroffen. Aber der deutsche Name „Turm“ beruht auf einem Missverständnis.
Die Perser nannten den Kriegswagen „Rukh“.
Die Araber übernahmen auch den persischen Namen für diese Spielfigur.
Da wurde der Islam gerade Staatsreligion. Jetzt verbot die Religion das Herstellen von Bildwerke und so veränderten sie das Aussehen der Figuren. Sie machten aus den Schachfiguren Symbole, abstrakte Formen.
Als die Europäer nach der Bedeutung der Eckfiguren fragten, erklärte man ihnen, das sei der „Rukh“. Die Ritter deuteten den Rukh nach seiner äußeren Form: Die Einkerbungen hielten sie für Turmzinnen, also machten sie die Figur zu einem Turm.
In England heißt jedoch der Turm nicht etwa „Tower“, sondern „Rook“.

### Herr Turm höchstpersönlich

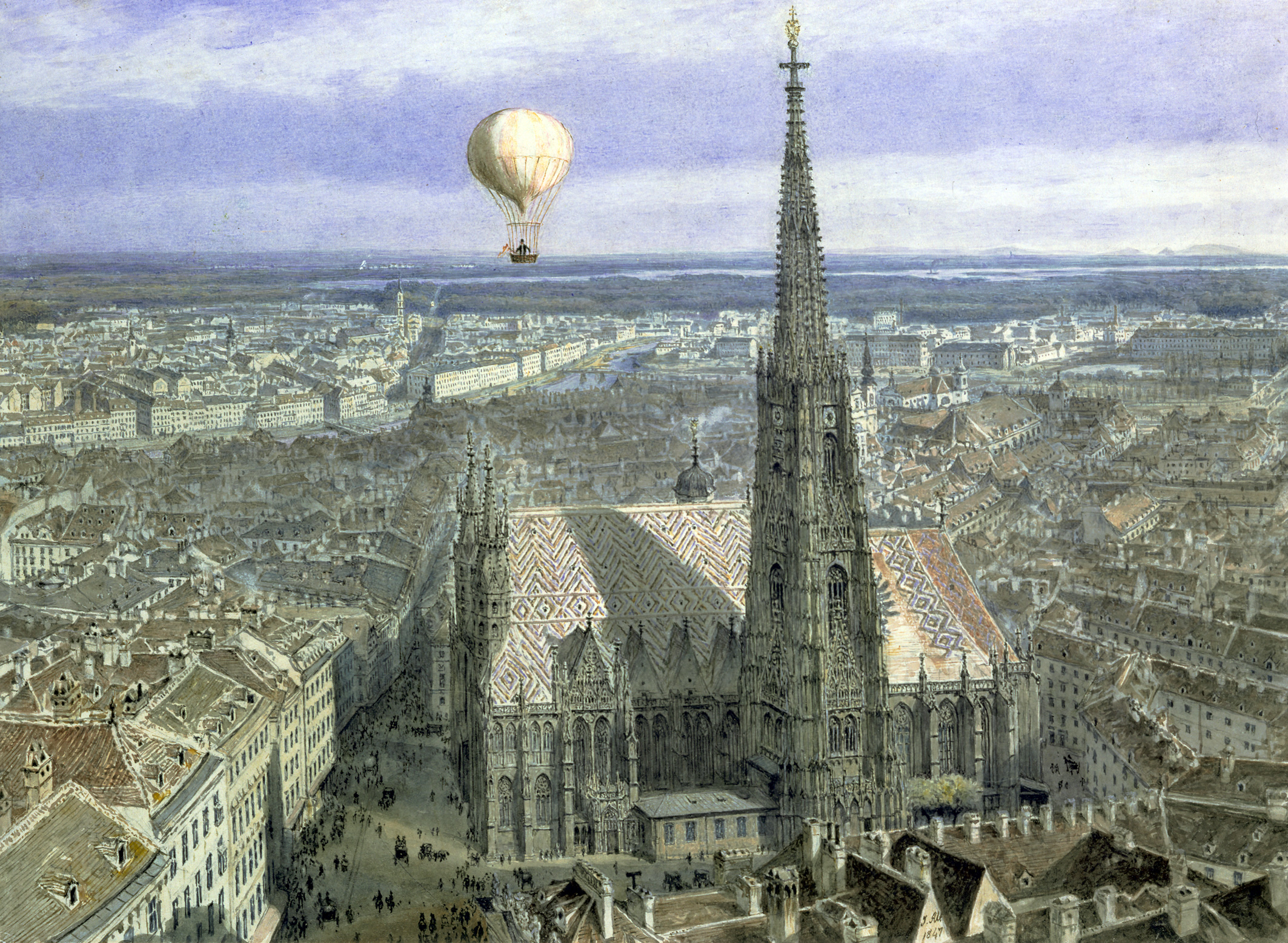
der Alte Steffel

In alten Berichten ist von Reisenden zu lesen, die vor Freude in Tränen ausbrachen, wenn sie bei der Heimkehr die Umrisse eines Turmes ihrer Vaterstadt sahen. Solche Türme hatten alle einen Namen. Sie hießen nicht etwa »Turm der Stadtpfarrkirche«, denn so unpersönlich spricht man keinen Freund an. Sie hießen »der Alte Steffel«, »der Michel« oder »Big Ben«.

#### Aus dem »Deutschen Sprichwörter-Lexikon«von 1876
- Hohe Türme fallen besonders hart.
- Wer beim Turm wohnt, muß sich auch das Läuten gefallen lassen.
- Große Türme mißt man nach ihrem Schatten, große Menschen nach ihren Neidern.
- Je höher ein Turm, desto näher beim Wetter.
- Auch die größten Türme haben kleine Anfänge.
- Große Türme sieht man bald.
- Wenn der Turm niedergeworfen ist, so läuft jedermann hin.
- Wer einem einfallenden Turm will helfen, wird darunter erschlagen.
- Wer einen Turm bauen will, soll erst die Kosten berechnen.
- Vor alten Türmen soll man sich neigen.

#### Der Fahnenschwinger auf dem Alten Steffel
Zum Einzug des Kaisers Leopold I. in Wien 1658 dachte man sich eine besondere Überraschung aus: Der Gärtner Gabriel Salzberger schwenkte auf der Spitze des Stefansturmes, in 135 m Höhe, eine Fahne. Als der Kaiser unten vorbeiritt, stand der mutige (und wohl schwindelfreie) Mann auf dem schmalen Turmknopf und schwenkte mit beiden Händen die Fahne.
Allerdings vergaß man ihn und er musste die ganze Nacht auf der Turmspitze verbringen.
Dafür zahlte ihm die Stadt 12 Taler statt der vereinbarten 10 Taler.

### Kirchtürme

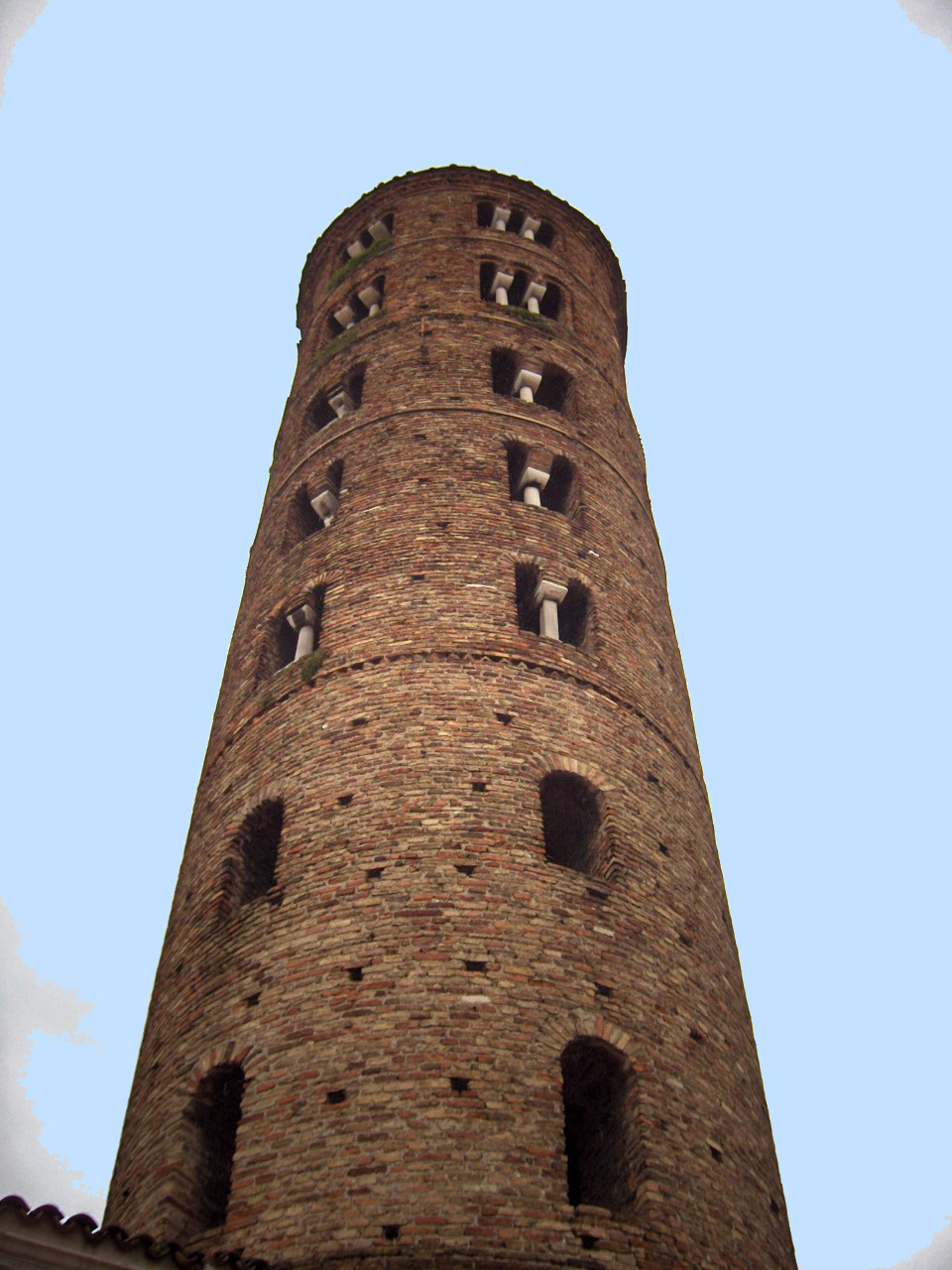
San Apollinare Nuovo in Ravenna mit dem ältesten erhaltenen Glockenturm

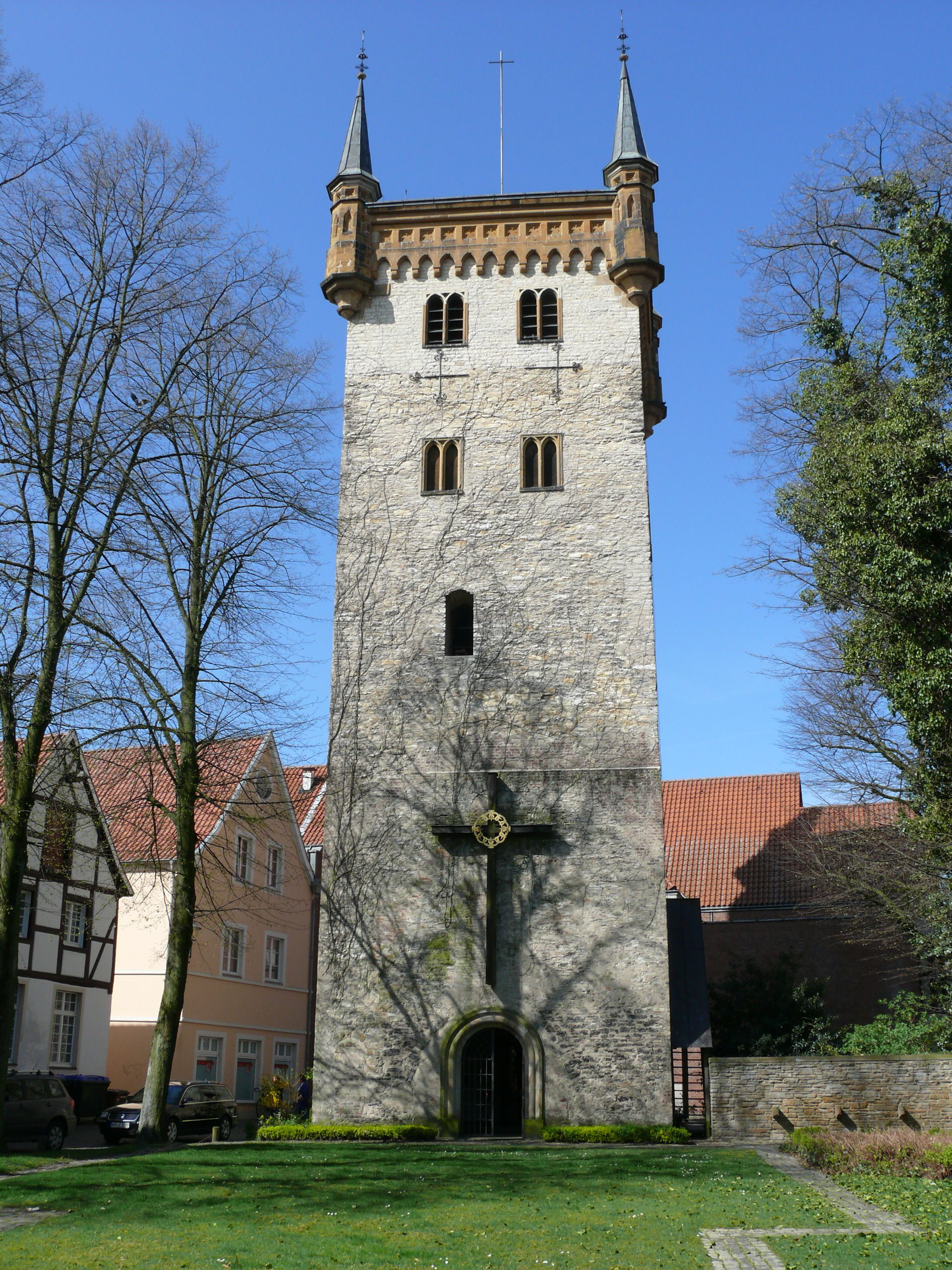
Marienkirche Warendorf (Westfalen) Gotischer Turm der alten Marienkirche (ca. 1200)

Nicht immer hatten Kirchen Türme. Es hat bis zu siebenhundert Jahre gedauert, bis die ersten Kirchtürme entstanden. In der Frühzeit des Christentums rief man die Gläubigen von einem erhöhten Standpunkt aus zum Gottesdienst. Später versuchte man es mit einer Trommel. Um das Jahr 500 herum kamen die Glocken aus nordafrikanischen Klöstern auf. Sie waren gut zu hören und klangen angenehmer als das Hämmern auf Holzplatten. Anfangs hängte man die Glocken an einem Holzgerüst neben der Kirche auf. Da sie aber besser zu hören waren, wenn sie hoch hingen, fing man an, Türme für sie zu errichten, die Campaniles.

#### Ein bisschen Kirchturm- und Kunstgeschichte
In der Romanik trugen die Außenmauern den Dachstuhl. Deshalb waren die Mauern sehr dick und die Fenster klein.
In der Gotik erfand man die Skelettbauweise. Jetzt trug ein Gerippe aus Stützpfeilern die Last des Gebäudes. Das Mauerwerk dazwischen schützte nur vor Wind und Wetter. Herrschte in der Romanik der Rundbogen vor, so ist es in der Gotik der Spitzbogen. Bei der gotischen Kirche ist die Senkrechte betont, Türmchen und Verzierungen sollen den Blick nach oben lenken.

#### Die Kirchen der Gotik
Entstanden ist der gotische Stil in Frankreich. Dort wurde der erste Turm gebaut, der mehr als 100 Meter hoch war.
Der Südturm der Kathedrale von Chartres hat 105 Meter Höhe.
Die Domtürme von Lübeck übertrafen den Turm von Chartres um zwei Meter.
Dann wurde der Turm des Freiburger Münsters mit 116 Metern fertig.
Zehn Jahre später wurde der Turm von Salisbury mit 123 m Höhe vollendet.
1433 erreichte der Stephansturm in Wien 137 Meter
1439 wurde der Turm des Straßburger Münsters mit 142 Metern fertiggestellt.
1478 war der Turm der Marienkirche in Stralsund mit 151 Metern fertig.
1569 erreichte der Vierungsturm der Kathedrale zu Beauvais 153 Meter, stürzte aber vier Jahre später ein.
Bis zum Jahr 1647 war der Turm von Stralsund erneut der höchste Kirchturm der Welt, dann brannte er ab.
Bis zum 19. Jahrhundert war wieder der Straßburger Münsterturm der höchste Kirchturm der Welt.
Als die Einwohner der Stadt Ulm beschlossen, ihr Münster zu bauen, war es für sie ganz wichtig, dass der Turm höher sein müsste als der Straßburger Münsterturm.
Meist mussten Baumeister vor Baubeginn unterschreiben, dass sie nach Beendigung der Bautätigkeit in keiner anderen Stadt ein ähnlich großes bauen würden. Einige Baumeister waren allerdings so gefragt, dass sie diese Bedingungen ablehnen konnten und trotzdem Aufträge bekamen.

#### Der Teufel und der Dombau zu Köln
Als Meister Gerhard auf dem Baukran stand und den Bau des Domes überwachte, trat der Teufel in Gestalt eines Baumeisters an ihn heran. Er wettete um die Seele von Meister Gerhard, dass er einen Bach von Trier bis Köln unterirdisch herleiten könne, bevor die Türmen fertig wären. Gerhard von Rile willigte ein und der Teufel sagte ihm, dass er seine Seele verspielt hätte, wenn auf diesem Bach Enten von Trier nach Köln schwimmen können, ehe seine Türme bis zur Spitze fertig seien. Nun spornte Meister Gerhard die Handwerker an. Als ihm seine Frau fragte, was ihn so besorgt mache, erzählte er ihr von der Wette, machte sich aber Mut, denn das Wasser in einer unterirdischen Leitung kann nur fließen, wenn man alle Viertelstunde ein Luftloch lässt. Das wisse der Teufel aber bestimmt nicht. Der Teufel aber verschaffte sich als Arzt das Vertrauen der Frau und erfuhr das Geheimnis. Ein paar Monate später stieg Meister Gerhard im Morgengrauen auf den Kran und sah vier Enten, die aus dem Bach aufflogen, den der Teufel in der Nacht zuvor zum Dom geleitet hatte. Da stürzte er sich vom Turm und der Teufel packte seine Seele.
Im Jahr 1886 entdeckte man eine alte römische Wasserleitung, die unterirdisch den ganzen Dom durchzieht.

#### Warum das oberste Fenster im linken Turm der Lorenzkirche zugemauert ist
Als der linke Turm der Kirche St. Lorenz in Nürnberg gebaut wurde, arbeiteten zwei Meister daran. Diese beiden hatten zuvor einen dritten Meister beim Rat der Stadt angeschwärzt und ihm so die Arbeit abgejagt.
Sie waren auch aufeinander eifersüchtig, und als eines Tages einer der beiden ans Fenster trat, um etwas auszumessen, versetzte ihm der andere einen Stoß. Der aber klammerte sich an ihm fest und riss ihn mit sich. Weil es aber nur noch den dritten Baumeister gab, musste der Rat der Stadt diesen darum bitten, den Bau weiterzuführen.
Der konnte sich endlich rechtfertigen und der Rat entschied, dass er auch ein Zeichen setzen dürfe, zur Erinnerung an die Tat und seine Unschuld. Das lag ihm aber fern. Er wünschte vielmehr, dass man die Spur der bösen Tat verwische und befahl, dass man das Fenster zumaure.

#### Der Niedergang der Gotik und ihr später Triumph
Von all den geplanten Domen der Gotik wurde eigentlich nur ein einziger so gebaut, wie ihn der Architekt entworfen hatte: das Freiburger Münster.
Das Straßburger Münster sollte eine Doppelturm-Fassade erhalten. Gebaut wurde es schließlich nur mit dem linken Turm. Als man um 1600 aufhörte, das Ulmer Münster zu bauen, hatte es nur einen Turmstummel. Von den geplanten Doppeltürmen in Regensburg stand keiner. Beim Kölner Dom hörte man auf zu bauen, als einer der Türme halb fertig war. Der Domkran, der während der Bauarbeiten auf dem halb ausgeführten Kirchturm genutzt worden war, blieb so vierhundert Jahre lang stehen.
Die Gründe für das Ende der Bauarbeiten waren vielfältig. Manchen Städten ging das Geld aus und die Bürger waren es leid, immer wieder Geld für den Dombau aufbringen zu müssen.
Städte, die protestantisch geworden waren, verloren das Interesse am „katholischen“ Dom. Und dann war der gotische Baustil aus der Mode gekommen.
Der italienische Architekt Giorgio Vasari schreibt um 1570 über den gotischen Stil:
„Heutzutage ist dieser Stil nicht mehr in Übung, ja die bedeutenden Meister fliehen sein Beispiel als etwas Monströses und Barbarisches. Zahllose Werke dieser Bauart verseuchen die Welt. Bewahre Gott die Völker künftig vor solchen Ideen und Machwerken, die nicht verdienen, daß man länger von ihnen rede als hier schon geschehen!“
Es ist das Verdienst Goethes, dass man die Gotik wieder schätzen lernte. Beeindruckt vom Straßburger Münster schrieb er den berühmten Aufsatz „Von deutscher Baukunst“, in dem er die Gotik als typisch deutsche Kunstform der italienischen Kunst gleichwertig an die Seite stellt.
So wurden in einem Begeisterungsrausch alle unfertigen gotischen Kirchen zu Ende gebaut. Die höchsten gotischen Kirchen wurden alle erst im neunzehnten Jahrhundert vollendet: Der Dom zu Regensburg, das Ulmer Münster und der Kölner Dom.

#### Brüder oder Zwillinge
Als man im 19. Jahrhundert die Kirchtürme zu Ende baute, achtete man darauf, dass Doppeltürme genau gleich waren. Bei den Doppeltürmen, die bereits im Mittelalter zu Ende gebaut wurden, nahm man es aber nicht ganz so genau. Das war zuweilen auch beabsichtigt, damit der Turmwächter über den kleineren Turm blicken konnte. Manchmal waren aber auch nur Einzelheiten verändert.

### Das Fräulein auf dem Turm

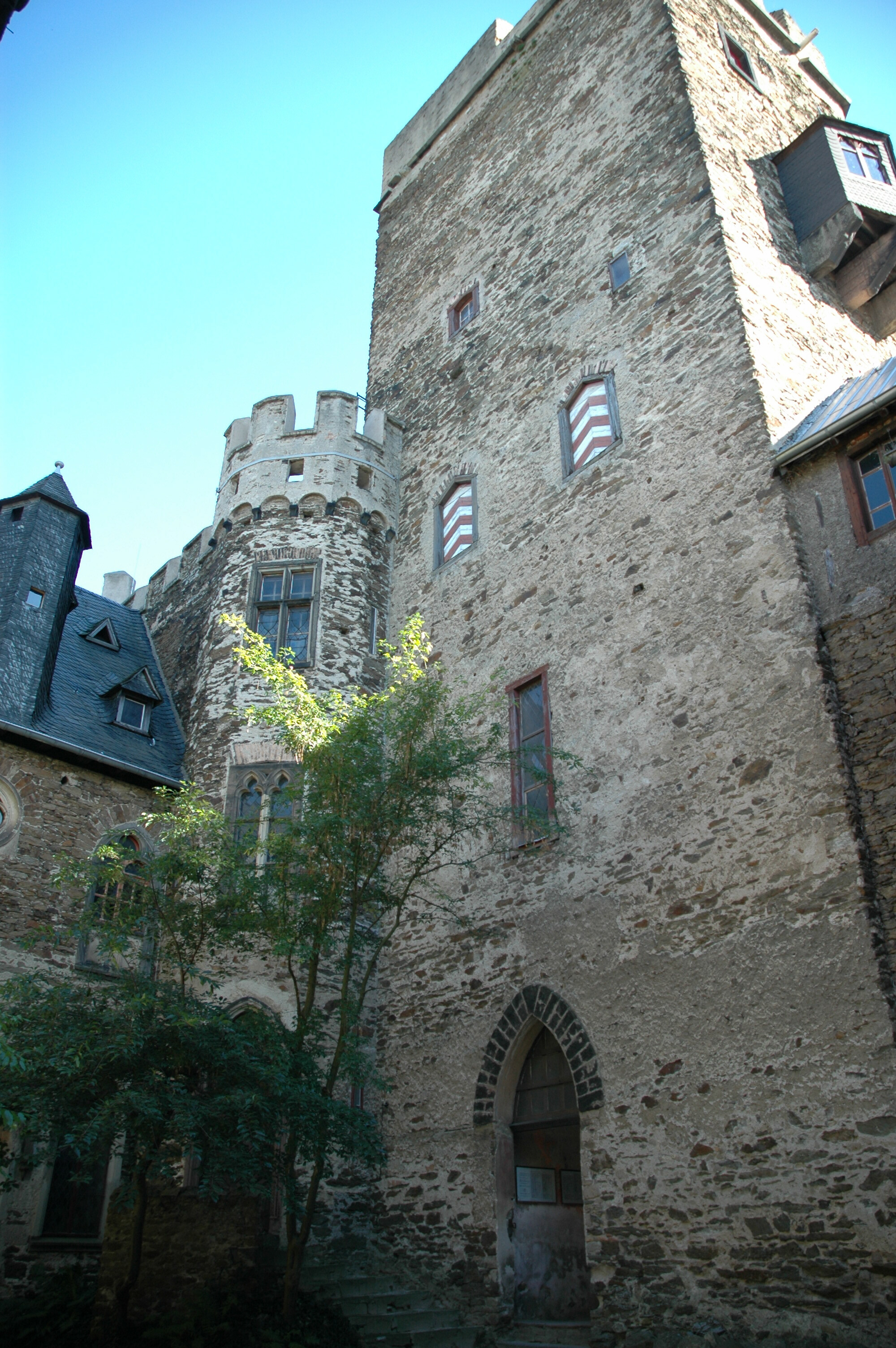
Bergfried der Burg Lahneck

Eine junge britische Lady namens Idilia Dubb, machte sich mit ihrem Vater und einer Gouvernante auf den Weg nach Deutschland.
Die Geschäfte des Vaters zogen sich hin. Die Damen hatten nun Köln und Düsseldorf gründlich besichtigt und langweilten sich. So schlug Herr Dubb vor, die beiden sollten doch einen kleinen Ausflug rheinaufwärts unternehmen.
Tochter und Gouvernante reisten bis Koblenz. Am nächsten Morgen erwachte die Gouvernante mit heftigen Kopfschmerzen, so ließ sie sich von Idilia nur zu gerne die Erlaubnis abringen, dass diese allein einen kleinen Rheinausflug unternehmen dürfe.
Die junge Lady fuhr rheinaufwärts. Die Burgruine muss Idilia so angezogen haben, dass sie heimlich einen Nachen bestieg und zum anderen Ufer hinüberruderte.
Sie kam bei der Ruine an und stellte fest, dass nicht nur der Turm die Zeiten überdauert hatte, sondern auch die Turmtreppe.
Kurz bevor sie die Turmplattform erreichte brach ein morscher Balken und der ganze Treppenbau stürzte in sich zusammen.
Niemand hörte sie rufen, niemand sah sie winken. Am Abend benachrichtigte die Gouvernante in Koblenz die Polizei und am nächsten Morgen den Vater. Eine Suchaktion wurde eingeleitet. Es gab einige Menschen, die die junge englische Lady auf dem Dampfschiff gesehen hatten. Alle sagten aus, sie habe in Kapellen das Schiff verlassen. So konzentrierte man die Suche auf das falsche Rheinufer. Nach Jahrzehnten ging man daran, die Burg Lahneck zu renovieren und erkletterte die Turmplattform. Da erst löste sich das Rätsel der verschwundenen Lady. Ihr Skelett lag neben ihren ausgezogen Schuhe auf der Plattform. In die Turmöffnung hing ein viel zu kurzes Seil, das aus Streifen ihres Kleides geflochten war.

#### Allerlei Turmspitzen: Turmkreuze, Wetterfahnen und Wetterhähne …

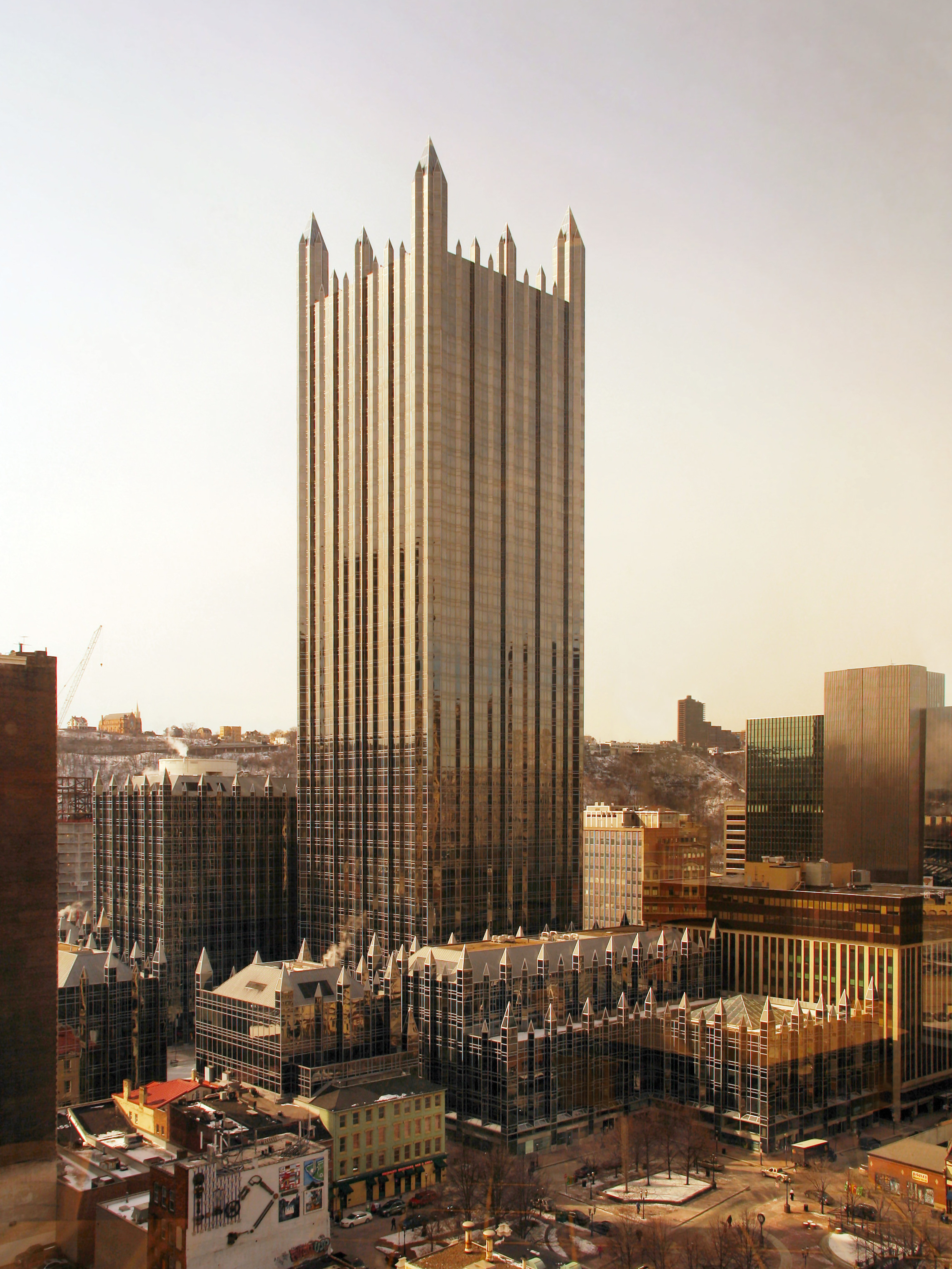
Neugotik in Pittsburgh

Im Jahr 1894 schrieb der amerikanische Architekt John Moser einen Aufsatz über Wolkenkratzer. Er schloss mit einem Ausblick auf das vor ihm liegende Jahrhundert:
„Das Bürogebäude der Zukunft wird nützlich und praktisch sein. Es wird mitteilen, was es ist, und nicht behaupten, etwas anderes zu sein. Es wird elegant sein auf Grund seiner Proportionen und seiner Schlichtheit.“
Modernen Industriebauten sieht man an, dass sie keine Kirchen sind, aber für Mosers Zeit John war die Voraussage gar nicht selbstverständlich. Denn bis in die 1920er Jahre versuchten Industriebauten und Bürohochhäuser zu verbergen, was sie waren. Wassertürme sahen aus wie Bergfriede von mittelalterlichen Burgen oder italienische Glockentürme. Wolkenkratzer taten so, als seien sie gotische Kirchtürme.
Die Architekten des Historismus griffen auf historische Kunststile zurück und orientierten sich an Gotik und Renaissance, ahmten ägyptische oder griechische Tempel nach und blickten nicht in die Zukunft.

### Die Pagode im Gleichgewicht (Ein erdachter Turm)
Auf festem, Grund errichten wir einen massiven Sockel aus Stein. Auf diesen Unterbau werden zwei Metallplatten gelegt, die in der Sockelmitte aneinander stoßen und seitlich weit über den Sockel hinausragen. Jetzt wird auf die Platten eine Pagode gebaut, deren Gewicht die beiden Platten so fest gegen den Sockel press, dass wir das stützende Gerüst entfernt werden kann. Würde jemand nun den Turm, von der Spitze her abtragen, dann kommt einmal der Zustand, wo die Pagode und die Bronzelöwen auf den Enden der Metallplatten gleich schwer sind und sich die Waage halten. Jetzt reicht es, einen einzigen Stein nach unten zu werfen und die Pagode stürzte in sich zusammen.

## Auszeichnungen
Für dieses Buch erhielt Maar im Jahr 1988 den Deutschen Jugendliteraturpreis in der Sparte Jugendsachbuch und im Jahr 1989 den Österreichischen Staatspreis für Kinder- und Jugendliteratur sowie den Europäischen Kinderliteraturpreis »Pier Paolo Vergerio«.

## Zitat
„Fast könnte man meinen, es gäbe einen menschlichen Urtrieb, nach oben zu klettern, in die Höhe zu bauen, Türme zu errichten. Ein Philosoph spricht den Menschen sogar einen ‚Höhentrieb‘ zu. ‚Oben‘ wird im Gegensatz zu ‚unten‘ immer als positiv empfunden, als erstrebenswert.“